# Dmitrij Kiseljov
Dmitrij Konstantinovič Kiseljov (rusky Дми́трий Константи́нович Киселёв, * 26. dubna 1954 Moskva) je ultrakonzervativní ruský novinář a moderátor.

## Život
Vystudoval skandinávskou filologii na Ždanovově leningradské státní univerzitě. Hned po studiích nastoupil do norské a polské redakce zahraničního vysílání sovětského rozhlasu (Gostěleradio SSSR), později se stal korespondentem celostátní sovětské televize. V letech 1989 až 1991 vedl oddělení televizních zpráv prvního programu ústřední televize a ve funkcích vedoucího redakcí různých zpravodajských a politických pořadů několika ruských stanic pracoval i v dalších letech. Od roku 2008 je zástupcem generálního ředitele mediálního holdingu VGTRK (rusky Всероссийская государственная телевизионная и радиовещательная компания, Celoruská státní televizní a rozhlasová společnost).
V prosinci 2013 Vladimir Putin vyhlásil dekret, podle kterého dojde ke sloučení tiskové agentury RIA Novosti a zahraničního televizního vysílání, stanice Rusko dnes. Šéfem sloučené organizace rozhodl jmenovat právě Kiseljova.
Je autorem dokumentárního cyklu o rozpadu Sovětského svazu s názvem SSSR: ztroskotání (rusky СССР: Крушение) a několika dokumentů jako 100 dní Gorbačova, 100 dní Jelcina, Sacharov a dalších.
V květnu 2011 obdržel Řád přátelství.

## Kontroverzní vystoupení
V říjnu roku 2012, u příležitosti 60. narozenin prezidenta, srovnal Putina se Stalinem a prohlásil mj.: „Podle rozsahu činnosti je politik Putin ze svých předchůdců 20. století srovnatelný jen se Stalinem. Jeho metody jsou ale principiálně jiné. … Bojeschopnost armády je obnovena, atomová rovnováha potvrzena, teritoriální celistvost uchována, plat Rusů vyrostl v rublech 13krát, penze 10krát. Rusko je přitom svobodné jako nikdy ve své historii.“ Za tato slova byl některými jinými ruskými novináři zkritizován a obviněn z licoměrnosti a konformismu.
V prosinci 2013, v době kyjevských protestů proti prezidentovi Viktoru Janukovyčovi, ve svém pořadu rozebíral úsilí Ukrajiny o vstup do Evropské unie jako protiruský krok koalice Švédska, Litvy a Polska, a to jako odvetu za porážku v bitvě u Poltavy v roce 1709. V březnu 2014 upoutal na svou osobu pozornost světových médií, když prohlásil „Rusko je jedinou zemi, která může z USA udělat radioaktivní popel.“
Opakovaně podnikl verbální útoky na homosexuály a označoval oponenty Kremlu za nacisty.